# Augen der Angst
Augen der Angst (Originaltitel: Peeping Tom) ist ein Spielfilm-Thriller von Michael Powell, der 1959 in Großbritannien gedreht wurde.

## Handlung
Tagsüber arbeitet der unscheinbare Mark Lewis als Kameraassistent in einem Filmstudio. Seine Kollegen schätzen ihn, und niemand ahnt, dass er als Kind von seinem Vater für psychologische Experimente im Rahmen seiner wissenschaftlichen Forschungsarbeit missbraucht wurde. Regelmäßig weckte der renommierte Psychologieprofessor und Autor seinen Sohn nachts auf und versetzte ihn in Angst und Schrecken. Mit Kamera und Tonband hielt er minutiös die Reaktionen fest: ein Horror, der sich einprägte.
Nach Feierabend fotografiert er spärlich bekleidete Modelle für einen Zeitschriftenhändler, der die Fotos unter der Ladentheke verkauft. Nachts dreht Mark Lewis seine eigenen Filme. Er sucht Frauen (Prostituierte oder Statisten vom Dreh), denen er sich unter verschiedensten Vorwänden nähert, um sie zu filmen. Während die Kamera läuft, setzt er den wehrlosen Opfern ein Messer an den Hals und richtet das Objektiv auf ihr Gesicht. Er will nicht nur ihre Todesangst, sondern auch den entsetzten, letzten Blick ihrer Augen angesichts des Todes einfangen.
Als er seine in etwa gleichaltrige Nachbarin Helen kennenlernt, kann er sich langsam öffnen und positive Gefühle entwickeln. Doch gleichzeitig gerät die Fassade seines Doppellebens ins Wanken und die Mordermittler gelangen auf seine Spur.

## Schnittfassungen
Der Film hat heute international eine Länge von 9094 Fuß = 2772 Meter = 101’19 (24 B/Sek) bzw. 97’16 (25 B/Sek). Als er beim britischen Censor BBFC am 22. März 1960 erstmals vorgelegt wurde, waren es noch 9763 Fuß = 2976 Meter = 108’46 (24 B/Sek) bzw. 104’25 (25 B/Sek). Die BBFC gab den Film für ein X-Rating nur unter Schnittauflagen in der heute bekannten Länge frei. Die Differenz der BBFC-Erstvorlagefassung zur heutigen Fassung liegt im Unklaren. Der Mord an Milly (Pamela Green) soll in der ursprünglichen Fassung gezeigt worden sein, während die Szene in der heutigen Fassung des Films vor Ausführung des Mordes mit einer Abblende geschlossen wird.
Peeping Tom hatte am 7. April 1960 in London Premiere; am 16. Mai 1960 folgte der reguläre Kinostart. Die amerikanische Kino-Erstaufführung des Films fand erst mit über zwei Jahren Verspätung am 15. Mai 1962 statt. Der US-Verleih Astor Pictures Corporation titelte den Psychothriller um in Face of Fear und The Photographer of Panic. Diese US-Fassungen waren mit nurmehr rund 86 Minuten (24 B/Sek) bzw. 82 Minuten (25 B/Sek) drastisch gekürzt.
Die deutsche Kinoverleihfassung musste 1960 auf Betreiben der FSK um zwei Szenen gekürzt werden. Eine davon war die Schlüsselszene, deren Fehlen den Sinngehalt des Films nicht nur grob verfälscht, sondern auch die Auflösung und die Motivation des Mörders komplett im Dunkeln belässt. Der deutsche Verleiher Rank legte den Film der FSK erstmals am 10. August 1960 in einer Länge von 2772 Metern = 101’19 (24 B/Sek) bzw. 97’15 (25 B/Sek) vor. Die FSK verhängte damals für die Freigabe ab 18 Jahren Schnittauflagen:
1. Entfernung einer Einstellung gegen Ende des Films, vor der Ermordung des Fotomodells, in der das Mädchen auf dem Bett liegt und seine nackten Brüste zu sehen sind.
2. In der Schlussszene des Films, in der der Mörder sein Opfer Helen mit dem Stativ bedroht, Entfernung der Einstellung, in der das Gesicht des Mädchens im Zerrspiegel zu sehen ist mit dem auf sie zukommenden Dolch.

Beide Kürzungen wurden jeweils mit einem Stimmenverhältnis von 7:1 beschlossen; d. h., jeweils ein Sachverständiger stimmte gegen den Schnitt. Nach Kürzung hatte der Film nunmehr eine Länge von 2747 Metern = 100’24 (24 B/Sek) bzw. 96’23 (25 B/Sek). In dieser Form wurde er, nachdem fast fünf Monate seit der FSK-Erstvorlage verstrichen waren, am 6. Januar 1961 von der FSK freigegeben und erlebte so am 17. Februar 1961 seine deutsche Erstaufführung.

## Rezeption
Die Fachorgane der Kinobranche in Großbritannien äußerten sich durchweg positiv:

„Peeping Tom hat ein unangenehmes Thema, aber doch auch eines, das sehr spannungsgeladen ist. Michael Powell, dieser äußerst erfahrene Filmemacher, hat ihn mit einem Maximum an technischer Exzellenz und der ganzen Qualität ausgestattet, wozu er fähig ist. […] Es gibt nicht zu viele Horror-Momente, weil es das Thema selbst ist, das für die emotionale Wucht sorgt.“

Als der Film dann im April 1960 im Plaza Kino London Premiere hatte, erlebte Powell ein Fiasko. Karlheinz Böhm und er erinnerten sich noch Jahrzehnte später daran, wie sie nach der Filmvorführung wie Aussätzige im Foyer des Plaza standen und alle an ihnen vorbeigingen, ohne sie auch nur eines Blickes zu würdigen. Anschließend machten die Kritiker ihrer Empörung Luft.
„Krankhaft, abwegig und peinlich geschmacklos“, so urteilte der katholische Filmdienst bei der deutschen Erstaufführung. Das deutsche Kinopublikum wurde zum ersten Mal mit der Lust an Gewalt konfrontiert und protestierte heftig. Auch im Ausland waren die Kritiken vernichtend.
Michael Powell fand nach dem Skandal, den der Film auslöste, lange Zeit keine Geldgeber mehr für seine Projekte. Und auch die Karriere von Karlheinz Böhm erlitt einen Einbruch. Niemand, zumindest in Deutschland nicht, wollte den Traumprinzen von Sissi als „Peeping Tom“, als einen perversen Spanner und Frauenmörder sehen.
Heute zählt der Film zu Powells Meisterwerken. So erfasst der US-amerikanische Aggregator Rotten Tomatoes 95 % wohlwollende Besprechungen und ordnet den Film dementsprechend als „Zertifiziert Frisch“ ein. Gelobt werden das klare und logische Drehbuch von Leo Marks, die Beleuchtung, die Farbgestaltung und die detailverliebte Ausstattung:

„Doppelbödiger Thriller, der zu seiner Entstehungszeit einen Skandal auslöste und die Karrieren von Karlheinz Böhm und Regisseur Powell schlagartig beendete. Rückblickend gesehen ein erstaunlich moderner Film über den Zusammenhang von Schaulust, Todessehnsucht und sexueller Neurose.“

Das British Film Institute wählte Peeping Tom im Jahr 1999 auf Platz 78 der besten britischen Filme aller Zeiten.

## Synchronisation
Es existieren mittlerweile zwei deutsche Sprachfassungen. Die deutsche Kino-Synchronisation wurde 1960 im Hamburger Studio der J. Arthur Rank Film hergestellt. Das deutsche Dialogbuch stammt aus der Feder von Ursula Buschow, die deutsche Dialogregie führte Edgar Flatau. Daneben gibt es eine 2006 erstellte Neusynchronisation für die DVD. Diese entstand bei der DMT Digital Media Technologie GmbH, Hamburg. Henning Stegelmann schrieb hier das Dialogbuch und führte Regie. Die Erstellung der zweiten deutschen Fassung wurde vorgenommen, weil die erste Synchronisation – wie oben geschildert – um einige Einstellungen gekürzt und teilweise sinnentstellend übersetzt war.
| Figur                     | Darsteller         | Deutscher Sprecher  | Deutscher Sprecher (DVD 2006) |
| ------------------------- | ------------------ | ------------------- | ----------------------------- |
| Mark Lewis                | Karlheinz Böhm     | Karlheinz Böhm      | Martin Lohmann                |
| Helen                     | Anna Massey        |                     | Céline Fontanges              |
| Helens Mutter             | Maxine Audley      |                     | Katja Brügger                 |
| Vivian                    | Moira Shearer      | Edith Schneider     | Marion von Stengel            |
| Pauline Shields           | Shirley Anne Field |                     | Traudel Sperber               |
| Arthur Baden, Regisseur   | Esmond Knight      | Siegmar Schneider   | Klaus Dittmann                |
| Milly, Model              | Pamela Green       | Brigitte Grothum    | Jennifer Böttcher             |
| Dr. Rosar                 | Martin Miller      | Alfred Balthoff     | Eckart Dux                    |
| Chief Insp. Gregg         | Jack Watson        | Heinz Petruo        | Holger Mahlich                |
| Detective Sergeant Miller | Nigel Davenport    | Alexander Welbat    | Erik Schäffler                |
| Don Jarvis                | Michael Goodliffe  | Wolfgang Eichberger | Hartmut Rüting                |
| Älterer Fotokunde         | Miles Malleson     | Erich Kestin        |                               |

## Sonstiges
Mike Patton hat die Band Peeping Tom nach diesem Film benannt.